# Premio El deseo más querido
Premio El deseo más querido (Заветная мечта, en ruso) fue instituido por el fondo benéfico “El deseo más querido” en 2005. Está destinado a distinguir la mejor obra global para niños y adolescentes de un autor en lengua rusa. 
Los libros deben ser escritos en ruso o traducidos en ruso por el autor personalmente de cualquier otra lengua. Existen accésitos. 
El premio "El deseo más querido" es para recompensar cada año tres mejores volúmenes de imaginación en prosa. El fondo del premio constituye 2.150.000 rublos. 
El "Gran Premio El deseo más querido" se entrega a novelas y colecciones voluminosos. 
El "Pequeño Premio El deseo más querido" se entrega a novelas cortas y cuentos. 

## Lista de galardonados con el Gran Premio El deseo más querido
- 2006 – Fred Adra (Israel) “El zorro Ulises” (Лис Улисс) (novela) - 1
- Boris Minaiev “La infancia de Liova” (Детство Лёвы) (cuentos) - 2
- Andrei Korfman, “Tierra Adelante” (Тьера Аделанте) (novela) - 3
- 2007 – nadie - 1
- - Ilia Borovikov, “Los ciudadanos del sol” (Горожане солнца) (novela) - 2
- Dina Sabitova, “El circo en el estuche” (Цирк в шкатулке) (novela corta) - 2
- - Leonid Sakson, “Aksel y Kri en el castillo del otro mundo” (Аксель и Кри в потустороннем замке) (novela) - 3
- 2008 - Marina Aromshtam, “Cuando los ángeles descansan” (Когда отдыхают ангелы) (novela) - 1
- Eduard Verkin, “Los gatos van de través” (Кошки ходят поперек) (novela) - 1
- - Oleg Rain, “A la izquierda del Sol” (Слева от Солнца) (novela) - 2
- - Yekaterina Murashova, “La guardia de angustia” (Гвардия тревоги) (novela - 3 corta)
- 2009 - Marina y Sergei Dyachenko, trilogía "El mal no tiene el poder", "La llave del reino", "La palabra de Oberon" (У зла нет власти, Ключ от королевства, Слово Оберона) - 1
- - Eduard Verkin, "El muerto" (Мертвец) (novela corta) - 2
- - Timofei Yurgelov, "El Amarillo, el Gris, Angela Davis, Volcán y los otros" (Желтый, Серый, Анжела Дэвис, Вулкан и другие) - (novela corta) - 3

## Lista de galardonados con el Pequeño Premio El deseo más querido
- 2006 - Yekaterina Murashova, “El clase de corrrecion” (Класс коррекции) (novela corta)
- Vladimir Poliakov, “Bobalicón” (Олух царя небесного) (cuentos)
- Viktor Serov, “De la vida de padre Mijaíl” (Из жизни о.Михаила) (ciclo de cuentos)
- Ajat Mushinski, “Anás-ananás y los otros” (Анас-ананас и другие) (cuentos y novela corta)
- Natalia Menzhurova, “Lozhkariovka International y sus habitantes” (Ложкаревка-интернейшнл и ее обитатели) (novela corta)
- Nikolai Nazarkin (Países Bajos), “Pezecilla de color esmeralda” (Изумрудная рыбка) (cuentos)
- 2007 – Andrei Maksimov, “No disparen al autor de historias” (Не стреляйте в сочинителя историй) (novela corta)
- Valeri Voskoboinikov, “¡Todo va bien!” (Все будет в порядке) (novela corta)
- Marina Sochinskaia, “La vida escolar de Lionchik Arbatov” (Школьная жизнь Ленчика Арбатова)
- Rina Elf, “Lluvio azul” (Синий дождь) (novela corta)
- Tamara Mijeieva, “El verano de Asya” (Асино лето) (novela corta)
- Tvark Men, “Cabrón” (Козел)
- 2008 - Dmitri Vereschagin, “El primer amor” (Первая любовь) (novela corta)
- Stanislav Vostokov, “El presidente y sus ministros” (Президент и его министры) (novela corta)
- Linor Goralik, “Martin no llora” (Мартин не плачет) (novela corta)
- Andrei Zhvalevski, Yevgenia Pasternak (Bielorrusia) “De donde ha venido Abuelo de los fríos y porque no se va a meter a ninguna parte” (Откуда взялся Дед Мороз и почему он никуда не денется) (novela corta)
- Sergei Pereliaiev, “Cuando paseamos por surtidor de gasolina”, “El cine de India” (Когда мы гуляли по бензозаправке, Индийское кино) (cuentos)
- Anastasia Jizhniakova, “El libro” (Книжка) (novela corta)
- 2009 - Yulia Kuznetsova, "Escarabajito imaginado" (Выдуманный жучок) (novela corta)
- Ilga Ponornitskaya, "Nuestra tierra respira" (Наша Земля - дышит) (cuentos)
- Sergei Sedov, "Los cuentos del Mundo infantil" (Сказки Детского мира) (cuentos)